# Detlef Bothe
Detlef Bothe (Brunswick, 24 de julio de 1965) es un actor, director, productor, guionista y director de fotografía alemán. Desde principios de la década de 1990, ha aparecido en numerosas producciones de cine y televisión, tanto alemanas como internacionales.

## Vida y carrera
Bothe nació en 1965 en Brunswick. Se formó como mecánico y trabajó como vendedor de autos usados, restaurantero y organizador de música.
De 1989 a 1992, Bothe se formó en el Estudio Zinner de Múnich como actor. Esto fue seguido por contratos en diversos teatros como el Stadttheater Augsburg, el Teatro de Hanover, el Junges Theater Göttingen, HAU 2 Berlin, el Teatro de Cámara de Múnich, y trabajo continuo en la industria del cine y la televisión, ya a nivel internacional, así como diversas obras como escritor para el cine y el teatro. Su pieza de teatro Pornostars mit Liebeskummer («Estrellas porno enamoradas») se estrenó en el Staatstheater Hannover en 2003.
A medida que el nuevo milenio comenzaba, Bothe comenzó a participar activamente como cineasta. Con algunos amigos hizo la película de 2001 Feiertag («Vacaciones»), que fue galardonada con el premio especial «por el coraje, la innovación y la locura» del jurado en el Festival de Cine de Múnich de 2002. En 2004 estrenó Meine Frau, meine Freunde und ich («Mi esposa, mis amigos y yo»). En 2015 apareció en la película de James Bond Spectre, donde Bothe interpretó a un villano, un miembro de la organización criminal internacional SPECTRE.
En 2016, interpretó al líder nazi Reinhard Heydrich en el film de Sean Ellis, Anthropoid, con una caracterización física muy notable.

## Filmografía
- 1993: Tatort (serie de televisión)
- 1995: Schlafes Bruder
- 1996: Gegen den Wind (serie de televisión)
- 1997: Ballermann 6
- 1998: Balko (serie de televisión)
- 1999: Nichts als die Wahrheit
- 1999: Bang Boom Bang
- 2000: The Calling
- 2001: Feiertag (también escritor, director y productor)
- 2002: Extreme Ops
- 2003: Die Musterknaben III
- 2003: Baltic Storm
- 2003: Vinzent
- 2004: Abgefahren - Mit Vollgas in die Liebe
- 2004: Gone - Eine tödliche Leidenschaft
- 2004: Meine Frau, meine Freunde und ich (también escritor, director y coproductor)
- 2005: Speer und Er
- 2006: Die Wilden Kerle 3
- 2006: Die Rosenheim-Cops (serie de televisión)
- 2006: FC Venus - Angriff ist die beste Verteidigung (2006)
- 2007: Neben der Spur
- 2007: Auf der Suche nach dem Schatz der Nibelungen
- 2009: Mein
- 2010: Wolfsfährte
- 2010: Alles Liebe
- 2010: Snowman's Land
- 2010: Max Schmeling
- 2011: Männerherzen ... und die ganz ganz große Liebe
- 2011: Anonymous
- 2011: Pilgerfahrt nach Padua
- 2011: Lidice
- 2013: Tatort (serie de televisión)
- 2015: Spectre